# Margret Holz
Margret Holz (* 7. August 1942 in Gera) ist eine bildende Künstlerin mit den Schwerpunkten Skulptur, Druck und Fotografie.

## Leben und Werk
Margret Holz studierte von 1959 bis 1962 Kunst und Textildesign an der Fachhochschule für Kunst und Design Hannover. Von 1971 bis 1975 studierte sie das Fach Deutsch an der Pädagogischen Hochschule Berlin und der Freien Universität Berlin, schloss mit dem 1. Staatsexamen ab und unterrichtete bis 1978. Von 1980 bis 1984 war sie an der Sophie-Scholl-Schule für Kulturelle Jugendarbeit im Bereich Kunst, Literatur und Film tätig. Die Ausstellung Phantasie und Volkshochschule, bei der sie 1985 mitwirkte, stellte neue Ansätze der Projektarbeit vor, zeigte Möglichkeiten und Grenzen fächerübergreifender Angebote, gab Einblicke in Stadtteilerkundungen mit und ohne neue Medien. Von 1985 bis 1987 studierte sie weiter, Malerei bei Prof. Horst Hirsig an der Universität der Künste Berlin. Parallel entstanden erste bildhauerische Arbeiten an der UDK bei Shinkichi Tajiri. Ihr besonderes Interesse an religionswissenschaftlichen Fragestellungen führte sie 1990 sechs Jahre lang in die Vorlesungen von Prof. Klaus Heinrich an der FU Berlin. Für die vertiefte Auseinandersetzung im Austausch mit Kollegen künstlerische Werke im Einklang mit der freien Natur zu schaffen, besuchte Margret Holz Internationale Bildhauersymposien: 2008 und 2009 in Davos, 2013 und 2018 in Forst (Lausitz), und Höfner Skulpturensymposium 2022 in der Seeanlage Pfäffikon SZ, Schweiz. So entstand ihre Kunst im öffentlichen Raum.
Margret Holz ist Bildhauerin, Fotografin und Druckkünstlerin. Ihr Material ist Metall, Holz und Gips. Seit ihrem ersten Kunststudium in Hannover steht für Margret Holz die dreidimensionale Kunst im Mittelpunkt, wie die Skulptur, die Installation, interdisziplinäre und partizipative Raumarbeiten oder performative Installationen im Öffentlichen Raum. Sie engagiert sich in verschiedenen Projekten, in denen das künstlerischen Material im Spannungsverhältnis zur intentionalen Bedeutsamkeit betrachtet wird, wie beispielsweise bei Das Verborgene Museum 1987 in der Akademie der Künste, eine Ausstellung, die ein imaginäres Museum der Kunst von Frauen zeigt, bestückt mit verstreuten, meist in Depots lagernden Werken, die die Utopie Museum auf Zeit sichtbar macht, oder 1992 zum Nachlass von Oskar Pastior. In den Projekten arbeitet die Künstlerin interdisziplinär und experimentell an künstlerischen Formaten und Terminologien. 1988 eröffnete sie das Hypothetische Museum+Archiv aus Anlass ihrer Recherchen zur ehemaligen Krolloper Berlin. Fast alle Künstler, die von 1927 bis 1931 dort gearbeitet haben, mussten aufgrund der Verfolgung durch die Nationalsozialisten emigrieren. Dies imaginäre Museum reflektiert gegenwärtige Zustände und agiert in Form von unregelmäßigen Eröffnungen, auch in sozialen Netzwerken: Situationistische Aktionen als Performances, spontane Interviews, Sound-Installationen, die am Ort des Geschehens entstehen, Interaktionen und Interventionen zeigen ihre künstlerische Arbeit.
Seit 1987 (bis 2000) wird Magret Holz künstlerische Arbeit durch einzelne Werkverträge mit der Künstlerförderung Berlin gefördert, und durch regelmäßige Atelierförderung des Berliner Senats (1986–96), Kulturwerk des BBK Berlin, bewahrt. Einen 1. Preis für ihre Skulptur-Installation erhält sie 1996 beim Ideenwettbewerb Los-Angeles-Platz der AG City Berlin. 1996 folgt ein Stipendium der Deutschen Künstlerhilfe, 2000 ein Residenzstipendium der GEDOK Schleswig-Holstein, 2005 ein Stipendium der Käthe-Dorsch-Stiftung, Berlin, und 2010 ein Residenzstipendium vom Kunstsenter Bergen, Norwegen. 2012 konnte die Künstlerin mit dem Residenzstipendium des berlinerpool | arts network + mobile archive eine Arbeit in situ im Projektraum POT in Kassel während der documenta 13 umsetzen. Margret Holz lebt und arbeitet in Berlin. Sie hat eine Tochter.
Margret Holz ist seit 1974 Mitglied des Berufsverbandes Bildender Künstlerinnen und Künstler, seit 2018 Mitglied im Verein Berliner Künstler und seit 2022 Mitglied des Netzwerks Frauenmuseum Berlin e.V. und im Deutschen Künstlerbund e.V. Ihre Werke befinden sich in der Herzog August Bibliothek, Wolfenbüttel, in den Sammlungen Lydia Deveen, Brüssel und McKinsey München, im Museum für Holzschnitt, Spendhaus Reutlingen, im Kupferstichkabinett Berlin, im Land Berlin, sowie in privaten Sammlungen.

## Kunst im öffentlichen Raum
- 7:14, Lärche, 195 × 60 × 60 cm, Skulpturenweg Davos, Schweiz 2008[17]
- Manuskript, Lärche, 190 × 50 × 50 cm, Skulpturenweg Davos, Schweiz 2009
- Body 13, Kastanie, 300 × 80 × 60 cm, Cottbuser Straße Forst (Lausitz), 2013[18]
- Denkend, Eiche, 170 × 100 × 80 cm, Frankfurter Straße Forst (Lausitz), 2015[19]
- Zylin 16, Stahl farbig gefasst, Skulpturenpark Mörfelden-Walldorf, 2016[20]
- Undine, Eiche, 80 × 170 × 60 cm, Wehrinsel Forster Rosengarten, Kultur- und Kunstwege in Forst (Lausitz), 2018[21]

## Ausstellungen (Auswahl)

### Einzelausstellungen
- 1988: Neue Arbeiten, Bomann-Museum, Celle[22]
- 1992: Neuere Kalendergeschichten, Objekte aus Tier- und Fischknochen[23], Literaturforum im Brecht-Haus Berlin
- 1994: Le Cheval Dans L’opera – Passage Memoire Paris Berlin Station I., Installation, Lithografie, Abguss-Sammlung Antiker Plastik[24] Berlin[25]; Le Reduit – Passage Memoire Paris Berlin Station II., Audiovisuelle Präsentation, Wielandstr. 43, Berlin
- 1999: Berührung – Bewegung, Skulptur, Fotografie, Druck, Peace Gallery[26], Berlin
- 2001: Surroundings, Galerie Art Kiosk, Brüssel[27]
- 2002: Arbeiten M. H., Galerie auf der Grieser Schmid Point[28], München
- 2004: Übergänge, Galerie Ruhnke, Potsdam[29]; 2003 Licht und Schatten, Rumänisches Kulturinstitut, Berlin
- 2005: Experiment Krolloper 2005, Passage Mémoire Paris Berlin, Station III., Museum Mitte, Berlin[30][31]
- 2010: Installation Unknown manuscript, Studio Art Center, Bergen, Norwegen
- 2012: Liberated but not free, Projektraum TOP, Kassel
- 2014: Pomonas Library W.B. in Construction, Temple de Pomone Potsdam
- 2016: Unknown manuscript Forst (Lausitz), Brandenburgisches Textilmuseum
- 2018: Spur Verlorener Gedanken, Inselgalerie Berlin, mit Christine Düwel
- 2020: Hypothetisches Museum+Archiv, Ausstellung, Projektraum b74, Luzern
- 2023: Shadows are present, GE59Art-Work-Space[32], Berlin

### Gruppenausstellungen
- 1967 und 1968: Berufsverband Bildender Künstler Celle, Gotische Halle, Celle
- 1992: Kunstmesse, Kulturforum Villa Oppenheim, Berlin
- 1994: Holzschnitte, Ephraim-Palais, Berlin (Museen gegen Fremdenfeindlichkeit)
- 1995: Die Rote Königin, Frauenmuseum, Bonn
- 1997: Skulptur – Fotografie, ESSEC C.N.I.T. Paris (La Defense)
- 1998: Salon de Montrouge Vienne – Paris, mit Maria Lassnig, Valie Export u. a.
- 2002: Druck, Galerie Kränzl, Göppingen
- 2006: Jetzt, Universität der Künste, Berlin
- 2011: Hello again, Galerie Laura Mars, Berlin
- 2012: Skulptur Werk Raum, Studio 1, Kunstquartier Bethanien, Berlin, Video-Fotogramm-Installation, Berliner Liste
- 2015: Fotogramm-Installation, Berliner Liste
- 2016: EMOP, Europäischer Monat der Fotografie, GEDOK-Galerie, Berlin
- 2017: Identität? Forst (Lausitz) – Lubsko, Kompetenzzentrum Forst[33] (Lausitz) und Kulturhaus Lubsko, Polen; Mapping Berlin, Galerie Wedding, Berlin
- 2018: EMOP, Europäischer Monat der Fotografie, GEDOK-Galerie, Berlin
- 2019: Techne, Rathausgalerie Porto Alegre, Brasilien und VBK Galerie, Berlin
- 2020: Brandenburgischer Kunstpreis, Schloss Hardenberg; Hochdruck (Ausstellungskatalog), rk Galerie, Berlin[34]
- 2021: Schöne Aussichten, VBK Galerie, Berlin; Update21, VBK Galerie, Berlin; Tag der Druckkunst, VBK Galerie, Berlin[35]
- 2022: Buch- und Textproduktionen, VBK Galerie Berlin und BBK Galerie, Düsseldorf; Höfner Skulpturensymposium, Seeanlage Pfäffikon SZ (CH)

## Veröffentlichungen (Auswahl)
- MONTROUGE – VIENNE, Salon de Montrouge, Paris, ECOPRINT, Pontcarré, F., 1998
- Bartkowiaks forum book art 1999/2000, hrsg. von Heinz Stefan Bartkowiak, Hamburg 2000, ISBN 3-9803534-8-6
- More than a bank, Forum Junge Kunst (Ausstellungskatalog), hrsg. von SEB AG, Frankfurt/M 2001, ISBN 3-89314-673-3
- Experiment Krolloper 2005 (Passage Mémoire Paris-Berlin, Station III), ersch. im Eigenverlag, Berlin 2005, ISBN 3-00-017552-0
- PREVIEW BERLIN, hersg. von Seltmann und Söhne, Berlin 2011, ISBN 978-3-942831-20-8
- SKULPTUR RAUM WERK, hrsg. von zimmerverlagberlin, Berlin 2012, ISBN 978-3-9813982-2-9
- Screening der medienwerkstatt berlin, Kino Central, hrsg. von Medienwerkstatt, Berlin 2015
- Techne. Berlin - Porto Alegre (Ausstellungskatalog), hrsg. von Sandra Becker, ElaineTedesco, Verein Berliner Künstler, Art In Flow Verlag, Berlin 2019, ISBN 978-3-938457-37-5
- Margret Holz, Abi Shek, Herbert Eugen Wiegand: Hochdruck, KRAUTin Verlag, Berlin 2020, ISBN 978-3-96703-016-7
- Margret Holz: Skulptur Fotografie, Druck, KRAUTin Verlag, Berlin 2021, ISBN 978-3-96703-028-0
- DRUCKKUNST IM DIALOG, Hochdruck | Tiefdruck | Flachdruck | Durchdruck (Ausstellungskatalog). Ein Projekt des Vereins Berliner Künstler anlässlich des Tages der Druckkunst 2022, KRAUTin Verlag, Berlin 2022, ISBN 978-3-96703-042-6